# Григорій (Стефанов)
Митрополит Григорій (в миру Йорго Іванов Стефанов, 10 жовтня 1950, Козаревець, Болгарія) — архієрей Болгарської православної церкви, з 6 березня 1994 року — митрополит Великотирновський.

## Біографія
Народився 10 жовтня 1950 у селі Козаревець зі світським ім'ям Йорго Іванов Стефанов. Початкову освіту здобув у рідному селі, потім навчався у ПТУ імені Кіро Конарова в місті Горішня Оряховиця. Закінчивши навчання в 1968 році, стає послушником у Преображенському монастирі. На початку лютого 1974 року в Преображенському монастирі митрополитом Стефаном Великотирновським пострижений в ченці з ім'ям Григорій.
Навчався в Софійській семінарії та Богословській академії в Софії, яку закінчив у 1979 році. Під час навчання там ієродиякон Григорій служив митрополичим дияконом митрополита Стефана Великотирновського, яким був висвячений в ієромонаха на початку 1980-х. З кінця 1980 року ієромонах Григорій був призначений протосингелом Старозагорської єпархії. 6 грудня 1981 року за рішенням Священного Синоду був зведений в сан архімандрита.
З осені 1982 року архімандрит Григорій вивчав теологію в Університеті Невшателя, а згодом в інститутах в Босі та Женеві, Швейцарія. Спеціалізується в Лондоні, Бірмінгемі, Кентербері та Оксфорді, Англія. Після повернення в Болгарію влітку 1985 року, разом із обов'язками протосингела Старозагорської єпархії, архімандрит Григорій працює у Відділі міжцерковних відносин Священного Синоду.
22 грудня 1985 року в Софійському патріаршому соборі святого Олександра Невського був висвячений на єпископа Константійського і призначений вікарієм Старозагорської митрополії.
З 1 квітня 1990 року по 19 червня 1990 року єпископ Григорій був ректором відновленої Пловдивської духовної семінарії. З 1 липня 1990 був призначений ректором Софійської семінарії.
27 лютого 1994 року єпископа Григорія було обрано, а 6 березня 1994 року канонічно затверджений митрополитом Великотирновським.
17 січня 2012 року державною комісією по розкриттю приналежності громадян до роботи на органи Держбезпеки і армійську розвідку Болгарії в комуністичний період (діяльність комісії отримала схвалення від Синоду Болгарської православної церкви), були оприлюднені дані, що митрополит Григорій 6 листопада 1975 року був завербований співробітником спецслужб Іваном Стояновим Тотевим і з 14 листопада 1975 року проходив як агент Ваньо.